# Андуло
Андуло (порт. Andulo) — муниципалитет в Анголе, входящий в провинцию Бие. Площадь 10 316 км2, население на 2006 год — 318 814 человек. Плотность населения — 30,9 человек на 1 км2. Крупнейший город — Андуло с населением 27 611 человек. Родовой центр семейства Савимби—Пена, место погребения Жонаса Савимби, его предков, родственников и соратников.
В Андуло традиционно сильны позиции оппозиционного движения УНИТА. Здесь находится родовой центр семейства Пена, главой которого является Джудит Пена — старшая сестра Жонаса Савимби. Здесь проводятся ежегодные массовые мероприятия памяти Савимби.
1 июня 2019 в родовом селении Лопитанга, принадлежащем к муниципалитету Андуло состоялось перезахоронение Жонаса Савимби. Ранее, в сентябре 2018 в Лопитанге был перезахоронен генерал УНИТА Арлиндо Пена, племянник и соратник Жонаса Савимби, сын Джудит Пена. Эти акты были восприняты как «жест доброй воли в адрес УНИТА» со стороны нового президента Анголы Жуана Лоренсу.